# Književnost u 1650.
◄◄ | ◄ | 1647. | 1648. | 1649. | 1650.  | 1651. | 1652. | 1653. | ► | ►►
Arhitektura • Astronomija • Glazba • Kazalište • Kiparstvo • Knjige • Književnost • Kršćanstvo • Medicina • Politika • Pravo • Promet • Slikarstvo • Znanost
Književnost u 1650.

## Hrvatska i u Hrvata

### Smrti
- 28. prosinca – Bartol Kašić,  hrvatski katolički svećenik, isusovac, gramatičar, duhovni pisac i prevoditelj (* 1575.)

## Vanjske poveznice
|  | Zajednički poslužitelj ima još gradiva o temi Književnost u 1650. |